# Lac Khantchali
Le lac Khantchali est un lac géorgien faisant partie de la région de Samtskhé-Djavakhétie. Situé à 1 928 mètres d'altitude, il n'est guère profond et sa profondeur maximale n'est que de 70 centimètres. Le lac contient toutefois des espèces de poissons et attire les pêcheurs géorgiens et arméniens.
Le nom du lac lui vient de la commune voisine de Didi Khantchali.